# Graphics Interchange Format
A GIF – (Graphics Interchange Format) képek tárolására alkalmas fájlformátum.

## Verziók
Az első, 1987-ben kiadott verzió a „87a” verzió volt. 1989-ben jelentette meg a CompuServe ennek egy továbbfejlesztett verzióját, a „89a”-t. Ez az új verzió már lehetővé tette többek között az animáció létrehozását azáltal, hogy több képet volt képes egy képfájlban eltárolni. A GIF fájl verzióját a fájl első 6 bájtjának segítségével úgy lehet megállapítani, hogy azokat ASCII jelekként értelmezzük és megvizsgáljuk, hogy a GIF87a illetve GIF89a sztringet tartalmazza-e.

## Jellemzése

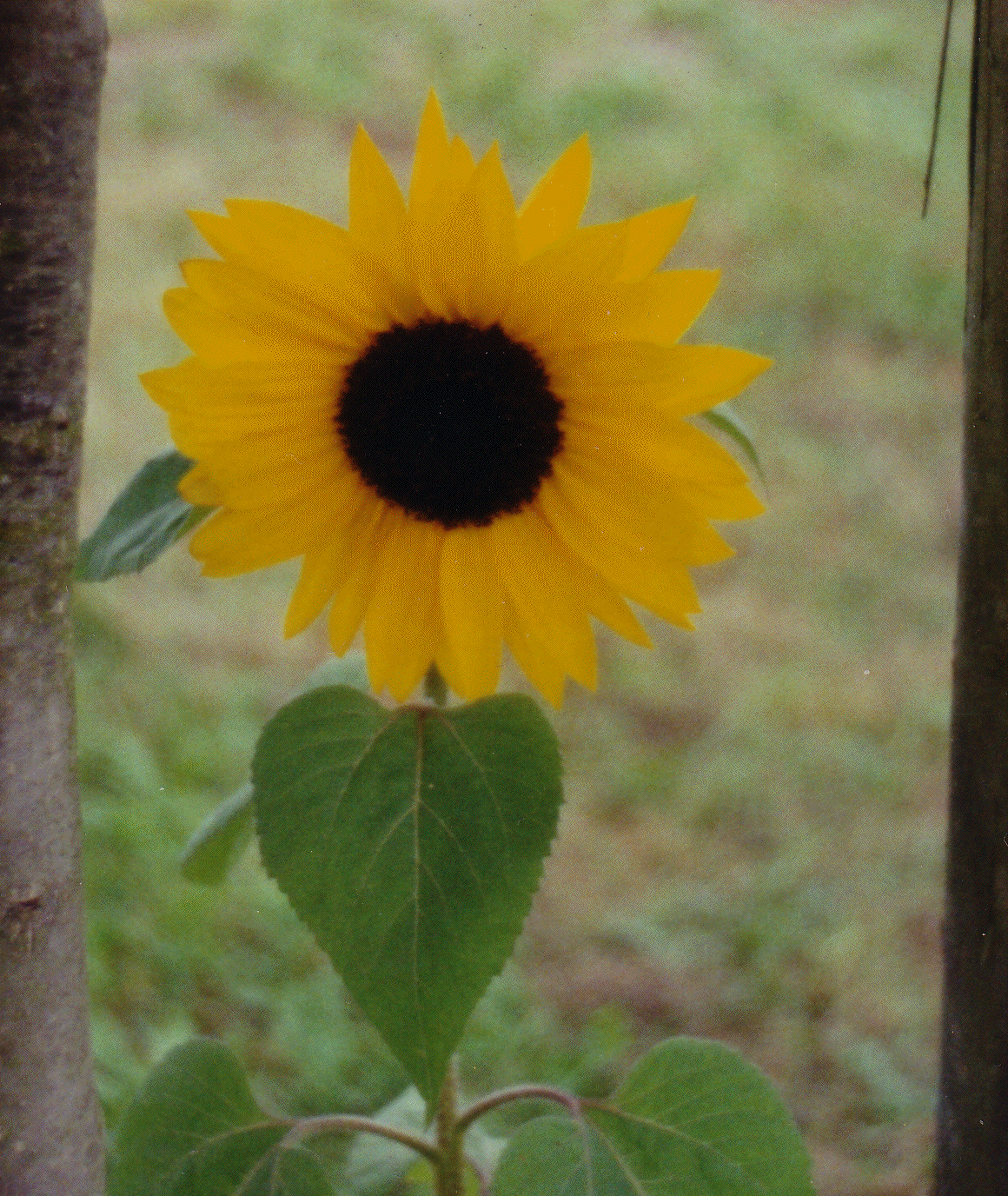
Az ehhez hasonló képeken jól látszanak a 256 szín korlátai. A kép durván szemcsézett.

A GIF formátum a képen lévő információt veszteségmentesen tömöríti. A tömörítés nem jár információveszteséggel, akár 10-100× kisebb fájlméret mellett is élvezhető a tömörített kép. Mivel legfeljebb 8 bites színmélységű (256 színű) képeket tud kezelni, ezért elsősorban rajzok, grafikonok és egyéb hirtelen színátmenetű ábrák tárolására való. Tömörítéskor egy színpaletta segítségével megadható, hogy a 256 lehetséges helyen milyen RGB-színkódok szerepeljenek – ezt a műveletet a képszerkesztő programok automatikusan is el tudják végezni a lehető legjobb végeredmény elérésének érdekében.
Tömörítésre az LZW algoritmust használja, amelynek szabadalmi védettsége miatt hozták létre a PNG fájlformátumot a GIF kiváltására.

## Animálás
Az állóképek (GIF87) tárolása mellett a GIF alkalmas képek animálására (GIF89a) is. Weblapokon sokszor találkozhatunk ilyennel. Lényege, hogy megadott időpontokban váltakoznak a különböző képek, így egy animációt hozva létre. Hátránya, hogy nincs hangja.

Animált gif

## Története
A GIF-et az amerikai CompuServe vezette be 1987-ben azért, hogy az akkoriban használt a RLE formátumot ezzel helyettesítse, mert az RLE csak fekete-fehér képeket tudott megjeleníteni. A GIF mindenekelőtt a hatékony LZW tömörítő algoritmusnak köszönhetően gyorsan népszerűvé vált, mert a GIF segítségével létrehozott képfájlok sokkal kevesebb helyet igényeltek, mint az akkoriban használt PCX vagy MacPaint formátumok, és nagyobb képeket is elfogadható idő alatt továbbítani lehetett még lassabb modemekkel is. Ráadásul a CompuServe licencpolitikája lehetővé tette minden programozó számára a GIF ingyenes használatát, feltéve, hogy az így létrehozott alkalmazásban a CompuServe GIF-re vonatkozó tulajdonjoga feltüntetésre került.
1994-ben az Unisys szoftvercég rájött, hogy rendelkezik egy 1983-ban bejegyzett szabadalommal, amely a GIF által használt LZW eljárásra vonatkozik. Ebből kifolyólag elkezdett licencdíjakat követelni azon kereskedelmi programok gyártóitól, amely programok segítségével GIF fájlokat lehetett létrehozni. Ekkor már azonban olyan elterjedt volt a GIF a világhálón, hogy az Unisys követelésének a gyártók nemigen tudtak ellenállni. Jóllehet az ingyenes és a nem kereskedelmi célú termékekkel szemben az Unisys nem támasztott ilyen követelést, hosszú távon a kialakult helyzet mégis a PNG fájlformátum kifejlesztéséhez vezetett, ami a GIF-et volt hivatott felváltani, mint de facto szabványt.
1999-ben az Unisys már az ingyenes szoftverek után is licencdíjat kezdett követelni és ezzel egyidőben azon felhasználók ellen is jogi eljárást indítottak, akik olyan GIF képeket használtak a weboldalaikon, amelyek nem licencelt szoftverrel készültek.
Az Egyesült Államokban a szabadalmi oltalom 2003. június 20-án lejárt. Nagy-Britanniában, Franciaországban, Németországban és Olaszországban 2004. június 18-ig volt érvényes a védettség, Japánban 2004. június 20-ig, Kanadában pedig 2004. július 7-ig. 
Ráadásul az IBM is kapott szabadalmi védettséget ugyanerre az eljárásra az amerikai szabadalmi hivatal hibájából. Jóllehet a bejelentés három héttel megelőzte az Unisys bejelentését, az amerikai szabadalmi jog szerint ez még nem jelenti azt, hogy az IBM szabadalma előnyt élvezne, hanem a korábban kiadott Unisys szabadalom miatt az IBM szabadalma lett érvénytelen. Az IBM szabadalma 2006. augusztus 11-én járt volna le.